# The Cheetah Girls: One World (trilha sonora)
The Cheetah Girls: One World é o álbum que serviu de trilha sonora para o filme de mesmo nome lançado pelo Disney Channel em agosto de 2008. Além das The Cheetah Girls, a trilha sonora trazia vocais de outros atores do elenco do filme e trazia tecnologia CDVU+.

## Faixas
| #  | Música                     | Artista                                                                         | Duração | Composição e produção                                                                    |
| -- | -------------------------- | ------------------------------------------------------------------------------- | ------- | ---------------------------------------------------------------------------------------- |
| 1  | "Cheetah Love"             | The Cheetah Girls                                                               | 3:14    | Kara DioGuardi ; Niclas Molinder ; Joacim Persson ; Chris "Tricky" Stewart ; Terius Nash |
| 2  | "Dig a Little Deeper"      | The Cheetah Girls                                                               | 2:31    | Antonina Armato ; Tim James ; Devrim Karaoglu                                            |
| 3  | "Dance Me If You Can"      | The Cheetah Girls e Deepti Daryanani                                            | 3:32    | Matthew Gerrard ;Robbie Nevil; Terius Nash                                               |
| 4  | "Fly Away"                 | The Cheetah Girls                                                               | 3:30    | Jamie Houston                                                                            |
| 5  | "Stand Up"                 | Adrienne Bailon                                                                 | 3:10    | Matthew Gerrard ; Robbie Nevil ; Adrienne Bailon                                         |
| 6  | "What If"                  | Adrienne Bailon (créditos como Chanel                                           | 3:30    | Matthew Gerrard ; Robbie Nevil                                                           |
| 7  | "I'm the One"              | The Cheetah Girls, Michael Steger, Rupak Ginn, e Kunal Sharma                   | 2:58    | Pelle Ankarberg ; Kara DioGuardi ; Niclas Monlinder ; Joacim Persson                     |
| 8  | "No Place Like Us"         | The Cheetah Girls                                                               | 3:25    | Nikki Hassman ;Adam Anders                                                               |
| 9  | "One World"                | The Cheetah Girls, Deepti Daryanani, e Rupak Ginn                               | 3:43    | Gerrard Matthew; Nevil Robbie; Nash Terius                                               |
| 10 | "Feels Like Love"          | The Cheetah Girls, Michael Steger, Rupak Ginn, Kunal Sharma, e Deepti Daryanani | 3:46    | Adam Watts ; Andy Dodd; Chris "Tricky" Stewart; Terius Nash                              |
| 11 | "Crazy on the Dance Floor" | Sabrina Bryan                                                                   | 3:33    | Sabrina Bryan; Juan Jacome ;Karl Porter                                                  |
| 12 | "Circle Game"              | Kiely Williams                                                                  | 2:49    | Antonina Armato ;Tim James ;Kiely Williams                                               |